# Laja (plaats in Bolivia)

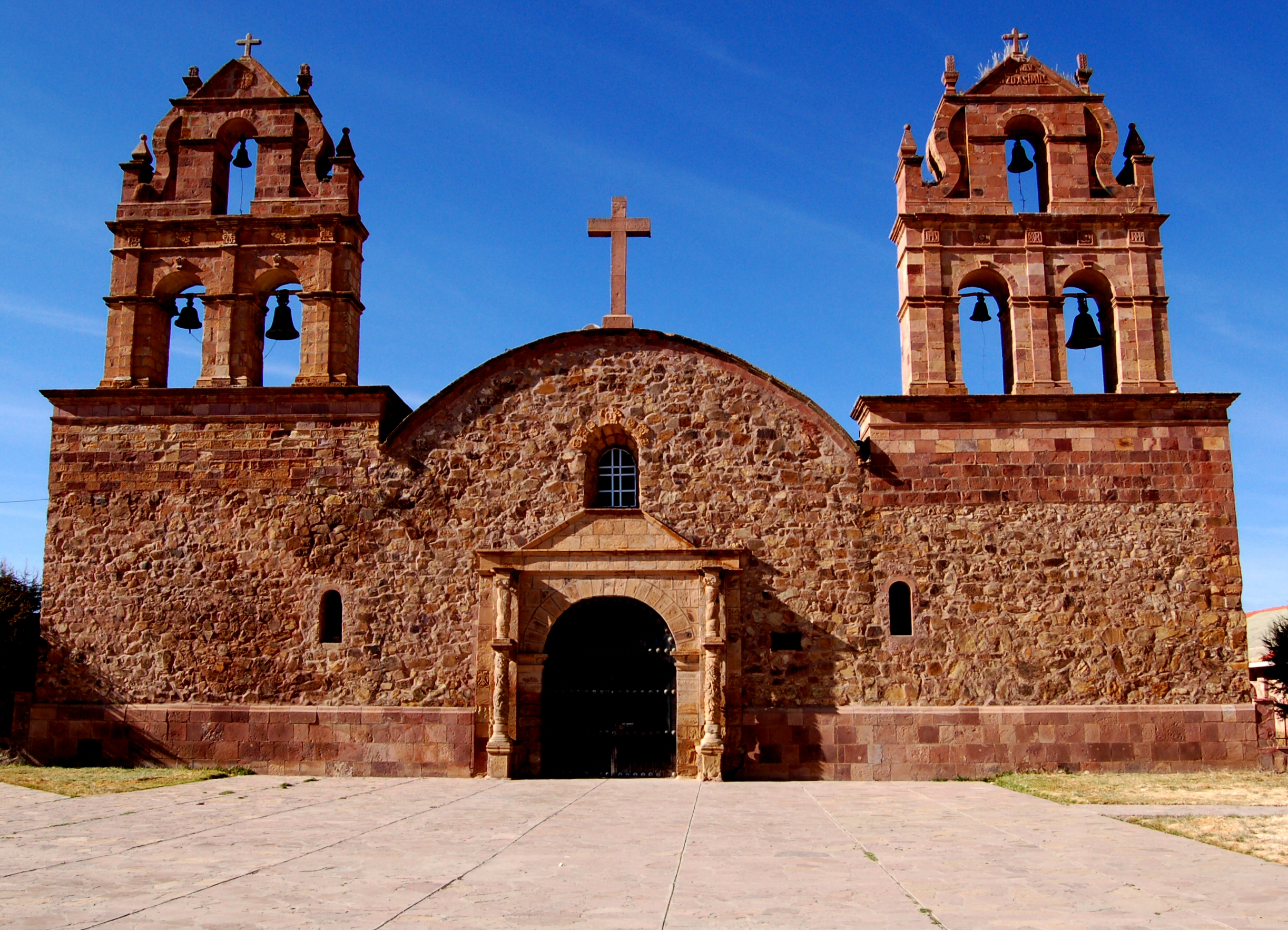
Kerk in Laja

Laja is een plaats in het departement La Paz in Bolivia. Het is de hoofdplaats van de gemeente Laja in de provincie Los Andes. 